# Assedio di Danzica (1734)
L'assedio di Danzica del 1734 è un episodio della guerra di successione polacca durante il quale l'esercito russo (che per la prima volta affrontava quello francese in guerra) conquistò la città di Danzica.

## Contesto
Alla morte di Augusto II di Sassonia – che a partire dal 1697 aveva regnato anche sul Regno di Polonia – nel febbraio 1733 scoppiò un conflitto per la successione al trono, che vide coinvolte le principali potenze europee.
Stanislao Leszczyński, che per un breve periodo (dal 1705 al 1709) aveva assunto il titolo di sovrano di Polonia durante la grande guerra del Nord, era stato eletto re dal Sejm generale del 10 settembre 1733 con il sostegno dell'aristocrazia polacca, del Regno di Francia (la figlia di Leszczyński aveva sposato Luigi XV) e di Carlo XII, re di Svezia.
La Russia e la Sassonia si opponevano alla nomina di Leszczyński in quanto preferivano un sovrano sul quale esercitare la propria influenza. Nell'agosto 1733 la Russia inviò dunque il proprio esercito in Polonia costringendo Leszczyński a ritirarsi a Danzica, in attesa di rinforzi provenienti dalla Francia.
Il 30 settembre una divisione russa composta da 20 000 soldati sotto il comando del generale d'origine irlandese Peter Lacy arrivò a Varsavia inducendo, il 6 ottobre, una nuova riunione del Sejm che proclamò re Federico Augusto II di Sassonia.
La Francia tuttavia, nonostante si fosse impegnata a sostenere finanziariamente e militarmente Leszczyński, era riluttante ad inviare la propria flotta nel Mar Baltico per evitare possibili attriti con la Gran Bretagna e la Repubblica delle Sette Province Unite.

## L'inizio dell'assedio
Il generale Lacy, intanto, marciò alla testa di 12 000 soldati verso Danzica e, a partire dal 22 febbraio 1734, la cinse d'assedio.
Il cardinale André-Hercule de Fleury, cancelliere di Luigi XV, ordinò pertanto l'invio di una piccola flotta francese nel  Mar Baltico per dare sostegno a Leszczyński. Partite da Brest il 31 agosto 1733, 14 navi con a bordo 1 500 uomini, arrivarono a Copenaghen il 20 settembre ma – su indicazione dell'ambasciatore francese in Danimarca, il conte Louis de Bréhan de Plélo, venne richiamata in patria.
Il 17 marzo 1734 il generale russo d'origine tedesca Burkhard Christoph von Münnich arrivò con 15 000 uomini a Danzica fornendo rinforzi alle truppe di Lacy e prendendo il comando delle operazioni d'assedio. Adam Tarło tentò alla testa di 8 000 soldati polacchi di rompere l'assedio ma venne respinto. Intanto le forze assedianti si rafforzarono con ulteriori 10 000 soldati sassoni.
La Francia decise pertanto di inviare una seconda flotta che arrivò a Weichselmünde l'11 maggio. Il 27 maggio le truppe francesi si scontrarono con le forze russo-sassoni ma vennero respinte.

## La resa di Danzica
Il 30 giugno Danzica si arrese senza condizioni dopo un assedio di 135 giorni. Due giorni prima Leszczyński era riuscito a fuggire dalla città travestito da contadino e riparò a Königsberg. Qui scrisse all'ambasciatore polacco a Parigi chiedendo di indurre il re di Francia ad attaccare la Sassonia aiutando così le forze del conte Mikołaj Potocki in Ucraina. Luigi XV tuttavia si rifiutò di fornire l'aiuto richiesto e, il 26 gennaio 1736 Leszczyński rinunciò alle proprie pretese sul trono di Polonia.